# Wiener Neudorf
Wiener Neudorf – gmina targowa w Austrii, w kraju związkowym Dolna Austria, w powiecie Mödling. Według Austriackiego Urzędu Statystycznego liczyła 8 932 mieszkańców (1 stycznia 2014).

## Współpraca
Miejscowość partnerska:
- Bärnkopf, Dolna Austria